# Curriea platycauda
Curriea platycauda är en stekelart som beskrevs av Falco 2000. Curriea platycauda ingår i släktet Curriea och familjen bracksteklar. Inga underarter finns listade i Catalogue of Life.